# 4973 Showa
4973 Showa eller 1990 FT är en asteroid i huvudbältet som upptäcktes den 18 mars 1990 av de båda japanska astronomerna Kazuro Watanabe och Kin Endate vid Kitami-observatoriet. Den är uppkallad efter det japanska företaget Showa.
Asteroiden har en diameter på ungefär 28 kilometer.